# Olaf Bandt

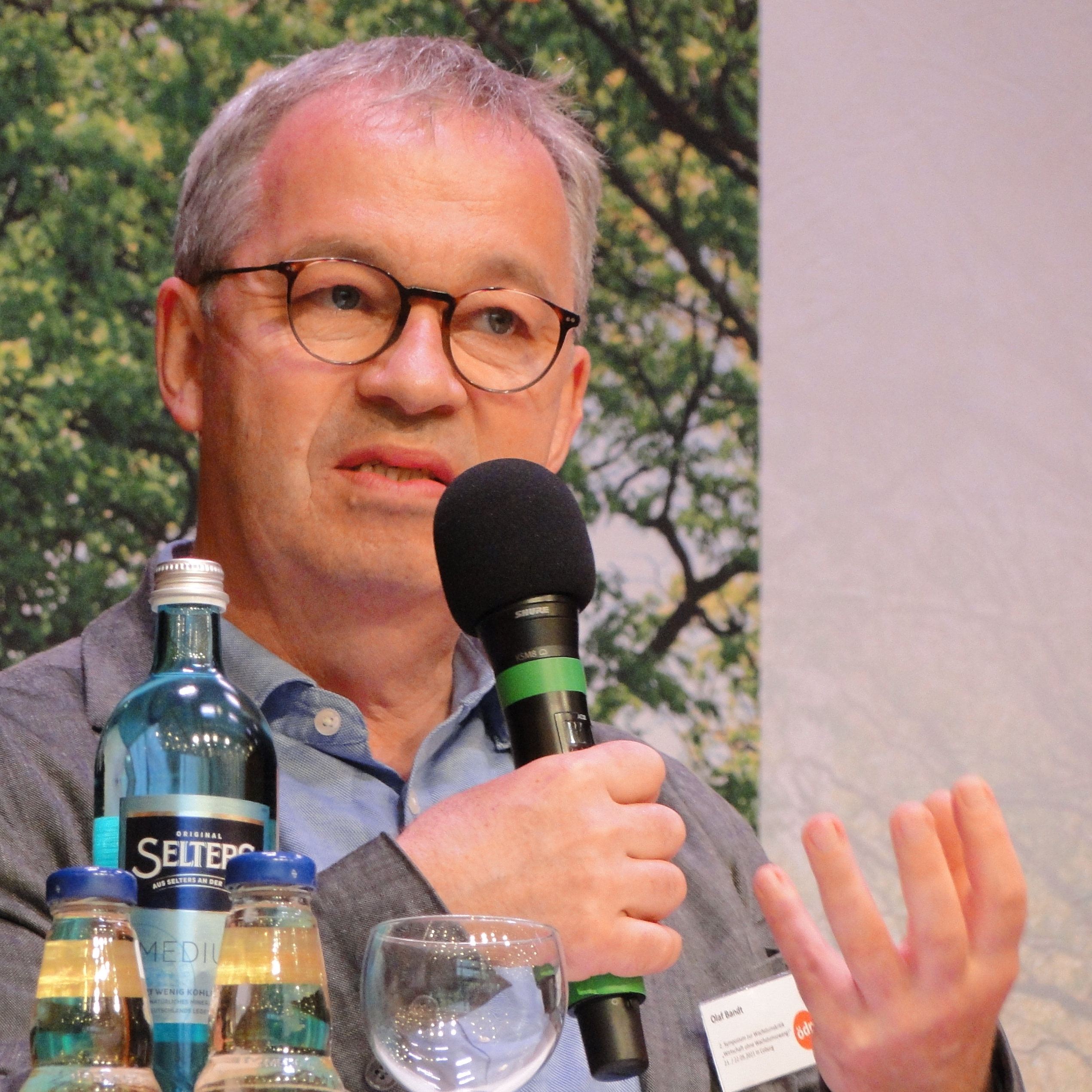
Olaf Bandt, Mai 2021

Olaf Bandt (* 26. November 1959 in Dortmund) ist ein deutscher Ingenieur und Naturschützer. Seit November 2019 ist er Vorsitzender der Organisation Bund für Umwelt und Naturschutz Deutschland, abgekürzt BUND.

## Hintergrund
Olaf Bandt absolvierte Ausbildungen zum Kfz-Mechaniker und zum technischen Offiziersassistenten bei der Deutschen Shell Tanker GmbH. Anschließend studierte er Umwelt- und Hygienetechnik an der Fachhochschule Gießen und schloss als Dipl.-Ing. (FH) ab. Er arbeitete als Berater und Gutachter, bevor er 1992 beim BUND als Campaigner für Abfallvermeidung antrat. Nach unterschiedlichen Aufgaben beim BUND wurde er 2008 Bundesgeschäftsführer der Organisation. Bei der Bundesdelegiertenversammlung im November 2019 wurde Bandt mit 89,9 Prozent der Stimmen zum neuen Vorsitzenden des BUND gewählt. Sein Vorgänger Hubert Weiger, der seit 2007 im Amt war, hatte nicht mehr kandidiert.
Bandt sagte in einer ersten Reaktion auf das Wahlergebnis: „Die amtierende Bundesregierung zeigt zu wenig zukunftsgerichteten Gestaltungswillen. Das lassen wir ihr nicht durchgehen. Die Welt steht vor einem Paradigmenwechsel. Die Klima- und Artenkrise muss dazu führen, dass wir anders leben, produzieren und konsumieren. Bei der Bewältigung der Krisen ist zentral, die sozialen und die ökologischen Aspekte der vor uns liegenden Transformation miteinander zu versöhnen und den Umbruch aktiv zu gestalten.“
Bandt ist verheiratet, hat drei Töchter und lebt in einem genossenschaftlichen Wohnprojekt in Brandenburg.